# Heterorachis disconotata
Heterorachis disconotata là một loài bướm đêm trong họ Geometridae.